# La Chapelle (Parigi)
La Chapelle è il 72º quartiere amministrativo di Parigi, situato nel XVIII arrondissement. È stato un comune autonomo fino al 1860, quando, ad eccezione della parte più settentrionale del suo territorio, è stato aggregato a Parigi da Napoleone III.

## Origini del nome
Il toponimo di La Chapelle deriva, probabilmente, da un piccolo oratorio dedicato a San Dionigi, trasformato, nel V secolo, in una cappella la quale ha dato al villaggio il nome di  Chapelle Sainte-Geneviève il nome Capella S Genovesae si rinverrà, così, sul Polittico di Parigi del XIII secolo. Trovandosi all'interno di una signoria dipendente dall'Abbazia di San Dionigi, tuttavia, al nome di cui sopra è stato affiancato il nome di Chapelle Saint-Denis: i due toponimi, che riferivano allo stesso villaggio, vennero utilizzati insieme indifferentemente fino al XVII secolo.
Nonostante la municipalità chiese di chiamarsi La Réunion o, addirittura La Réunion-Franciade, il villaggio fu ribattezzato infine Chapelle-Franciade nel 1794 e si giunge così all'attuale toponimo, La Chapelle.

## Storia

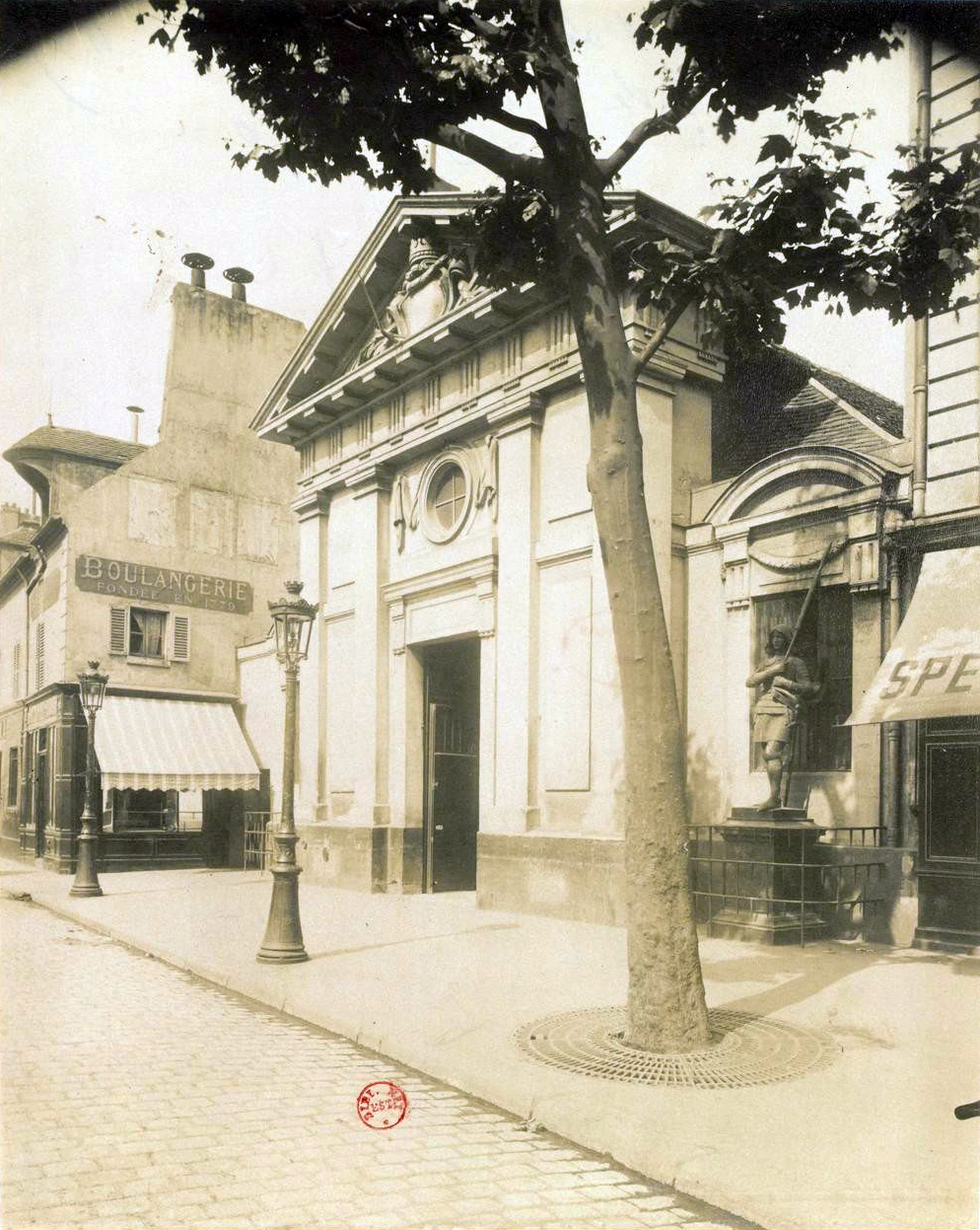
Chiesa di San Dionigi della Chapelle, nel 1903.

### Età antica e alto medioevo
Questo piccolo borghetto si è sviluppato in una zona collinosa, chiamata pasellus Sancti Martini e, successivamente, Pas-de-la-Chapelle, situata tra il colle di Montmartre e quello di Belleville.
Largo 500 metri per un'altitudine di 53, il Colle della Chapelle era il cammino più facile tra le pianure della Beauce e della Piccardia: la zona acquisì, dunque, un'importanza notevole nell'antichità. La strada, conosciuta più tardi con il nome dell'Estrée, è stata menzionata e nella Tavola Peutingeriana e nell'Itinerario antonino. Questa strada, al giorno d'oggi, segue il percorso delle attuali Rue Marx-Dormoy e Rue de la Chapelle. Il villaggio della Chapelle si trovava presso l'incrocio di questa strada con l'antica strada dello stagno che congiungeva La Manica e il mare del Nord con la valle del Rodano (l'attuale Rue Philippe-de-Girard), senza passare da Lutezia. A nord del villaggio, la piana tra il Pas-de-la-Chapelle e Saint-Denis, chiamata oggi Piana di Saint-Denis, era un importante centro di culto per i galli: i druidi svolgevano i loro riti a ogni solstizio d'estate, attorno a un tumulo che veniva considerato la tomba dell'antenato dei galli.
Questa tomba rese in nome di Endit e poi, per agglutinazione dell'articolo, Lendit. Le assemblee dei galli, menzionate anche da Giulio Cesare, continuarono anche sotto la dominazione romana. Dopo Cesare, che scelse proprio questo luogo sacro per affermare la sua dominazione sulle truppe galliche, numerosi imperatori romani compresero la portata simbolica di tale santuario: Costantino I, ad esempio, si recò qui, convinto di essere stato investito di una missione divina da Apollo, mentre Giuliano qui si fece incoronare augusto. Queste adunate religiose restarono comunque l'occasione per un appuntamento commerciale e il loro perpetuarsi, alla fine, fece nascere la Fiera del Lendit, fiera di richiamo internazionale che si teneva lungo l'Estrée.
Dall'età romana, esisteva probabilmente solo un piccolo villaggio sul colle della Chapelle, attorno a un tempio dedicato a Bacco. Non sono stati trovati riscontri archeologici dell'esistenza di tale tempio, tuttavia, esistono dei documenti del IX secolo che menzionano le rovine di un edificio romano che avrebbe portato il nome di "Prigione di Glaucin". Secondo Ilduino, abate di Saint-Denis, fu proprio qui che San Dionigi sarebbe stato rinchiuso prima di essere ucciso.

### Medioevo
Nel XII secolo cominciò l'afflusso di pellegrini, alcuni dei quali, provenienti da Fiandre e Germania, si dirigevano verso Santiago di Compostela percorrendo la Rue du Faubourg-Saint-Denis, che li avrebbe condotti sulla via Turanense. L'espansione straordinaria della fiera del Lendit, che dipendeva dall'autorità parigina e reale e che eclissò gradualmente quella di Saint-Denis, comportò lo sviluppo della Chapelle. Nel 1124, l'abate Sugerio di Saint-Denis fece approvare dal suo amico Luigi VI un decreto al fine di garantire la proprietà e i ricavi della fiera dell'abbazia. A sud, tra il villaggio e le mura di Filippo II, i vasti terreni paludosi cominciarono, in questo periodo, a essere bonificati e coltivati.
Nel 1229, un abate di Saint-Denis di nome Odone concesse una franchigia agli abitanti. Con la costruzione, nel 1204, presso il sito della vecchia cappella di legno, della chiesa di San Dionigi e la creazione di una curia, il villaggio divenne una parrocchia della signoria di Saint-Denis e prese il nome di La Chapelle Saint-Denis. La facciata è stata costruita alla fine del XIII secolo e ornata con sculture che ricordavano la presenza di Santa Genoveffa.

### XIX secolo

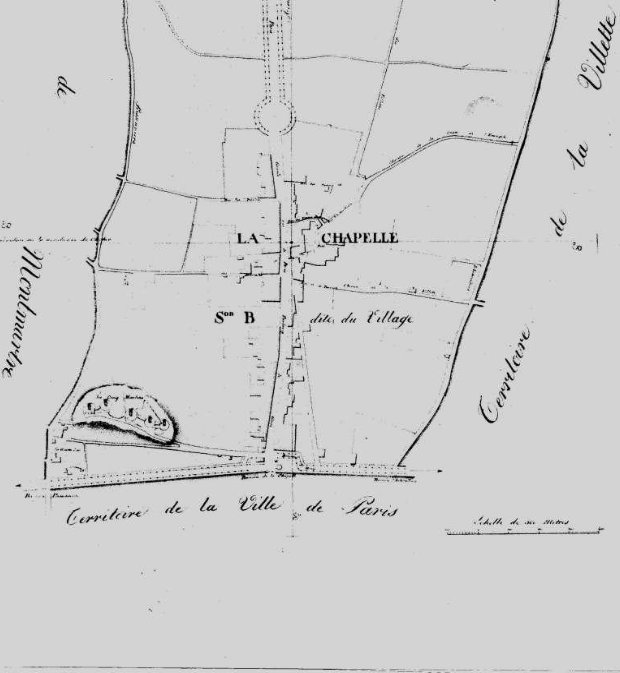
Cartina dell'area meridionale del comune di Chapelle-Saint-Denis nel 1814.

Durante la battaglia di Parigi del 1814, il villaggio si trovava nel mezzo dei movimenti delle truppe, con conseguente gravi depredazioni da parte degli alleati. Le truppe di Gebhard Leberecht von Blücher erano accampate proprio qui prima del loro ingresso a Parigi. La chiesa fu requisita per immagazzinarvici il foraggio e i cavalli della cavalleria e della logistica (train): più di ottocento soldati e altrettanti cavalieri erano così alloggiati nel borgo, aggravando i considerabili danni alle colture sui campi di battaglia.
Tra il 1841 e il 1844, la capitale era circondata dalle mura di Thiers. Il comune della Chapelle si trovava tagliato in due. La parte all'interno delle mura ha vissuto una rapida urbanizzazione, attirando, grazie ai bassi costi degli affitti, la popolazione proveniente dalle campagne. L'urbanizzazione fu il risultato di una lottizzazione realizzata dai proprietari fondiari, come le famiglie Cottin o Trutat di Saint-Ange, o dagli speculatori che hanno ivi acquistato appezzamenti agricoli fino agli anni 30.
Un gran numero di alberghi e di locande continuavano a sorgere lungo la strada principale, lungo la quale si potevano trovare anche alcune balere e locali dove poter giocare al biliardo. L'agricoltura, che, fino al 1805, era il settore principale (tanto che dei 354 ettari del comune, 292 erano occupati da campi agricoli), declinò rapidamente. Le terre, i campi e i giardini entra muros si ritrovavano a essere separati dai loro proprietari o dai loro coltivatori.

#### Rivoluzione industriale
La rivoluzione industriale, legata principalmente allo sviluppo della ferrovia, modificò profondamente La Chapelle e l'antico villaggio della Goutte d'Or. La linea ferroviaria Parigi–Lilla fu aperta nel 1846 dalla Compagnia delle ferrovie del Nord. Il comune era servito dalla stazione di Pont-Marcadet. Gli allargamenti del fascio dei binari, successivi allo sviluppo delle ferrovie, andarono a separare il comune della Chapelle in due parti e crearono una vera e propria cesura con il villaggio di Clignancourt, incluso nel comune di Montmartre. La linea Parigi–Strasburgo aprì nel 1849; le infrastrutture della Compagnia della ferrovia Parigi–Strasburgo (Compagnia delle ferrovie dell'Est, a partire dal 1845) separavano, invece, La Chapelle dalla Villette.
Parecchie manifatture aprirono nel comune: la fonderia di Christophe François Calla, le profumerie Gellé frères e Violet. Così come nel comune di Montmartre, quello della Chapelle vide arrivare un flusso sempre più importante di persone, venute a lavorare nella capitale, ma le quali potevano permettersi solo affitti bassi. Tra il 1836 e il 1856, la popolazione della Chapelle si è moltiplicata per sette.
Nel 1843, la municipalità della Chapelle decide di costruire un nuovo municipio, il quale venne inaugurato il 16 febbraio 1845 dal prefetto del dipartimento della Senna, Rambuteau. Un nuovo cimitero, l'attuale cimitero parigino della Chapelle, fu aperto nel 1850, all'esterno delle mura, in sostituzione del cimitero Marcadet. Aperto nel 1804, all'esterno del borgo, in Rue Marcadet, per rimpiazzare l'antico luogo di sepoltura, situato in Place de Torcy, nel mezzo del villaggio, si è ritrovato esso stesso raggiunto dalla crescita demografica e dall'epidemia di colera del 1849; per questa ragione fu chiuso e sconsacrato nel 1878.
Insieme allo sviluppo delle ferrovie, emergevano dei nuovi commerci: vini e liquori, macchine a vapore, tipografie, prodotti chimici, sale e zucchero. La Chapelle restava un'importante via di comunicazione dei trasporti pubblici. Nuove linea di vetture dai nomi pittoreschi collegavano la capitale a Saint-Denis: le Coucous, le Favorites, le Célérifères, le Dames réunies, le Dyonisiennes o le Hirondelles, che hanno lasciato spazio, verso la fine degli anni 50 del XIX secolo, alle linee di omnibus più prosaicamente nominate K o J.

#### Aggregazione a Parigi
Su consiglio del prefetto Haussmann e di fronte l'espansione urbana, Napoleone III decise di allegare il territorio di Parigi, andando a inglobare quei territori situati all'interno delle fortificazioni. Il consiglio comunale di La Chapelle, temendo che i diritti di concessione non avrebbero favorito un aumento dei prezzi, ha cercato, invano, di contrastare il progetto. 
Riconoscendo, alla fine, che, nonostante il danno che avrebbe colpito l'industria locale, l'annessione avrebbe promosso "lo splendore della capitale e l'ideale di grandezza", ha poi cercato di promuovere un nuovo principio secondo cui i territori extra muros avrebbero potuto formare un nuovo comune, denominato La Chapelle; tuttavia, il potere dei comuni limitrofi di Saint-Denis e di Aubervilliers bloccò tale progetto.
Provò allora a chiedere che la sede del nuovo arrondissement municipale fosse il "nuovo bel municipio" della Chapelle, costruito quindici anni prima, ma venne scelto come sede del nuovo XVIII arrondissement, il municipio di Montmartre, situato in Place des Abbesses. A seguito di tutte queste richieste respinte, il consiglio comunale della Chapelle ottenne, ciononostante, certi privilegi in materia fiscale e commerciale.
La legge del 16 giugno 1859 relativa all'estensione del territorio di Parigi dalla cinta daziaria alle mura di Thiers, ha portato alla soppressione del comune della Chapelle che è stato così diviso tra quattro comuni contigui:
- Parigi, per la maggior parte, in particolare il territorio compreso all'interno delle mura cittadine;
- Saint-Denis;[30]
- Aubervilliers, per la parte a est della ferrovia;
- Saint-Ouen, per una piccola parte compresa tra lo Chemin des Poissonniers e la ferrovia del Nord (nel XX secolo, a seguito dell'allargamento del fascio dei binari, questa parte è stata incorporata al comune di Saint-Denis);[31].

I quattro quartieri amministrativi del XVIII arrondissement di Parigi

La parte annessa a Parigi fu inclusa nel XVIII arrondissement e ripartita tra due dei quaranta quartieri amministrativi parigini: il 71°, ovvero il quartiere della Goutte-d'Or, e il 72°, che è proprio il quartiere della Chapelle.
Dopo il declassamento delle mura di Thiers nel 1919, i territori annessi a Saint-Denis e a Aubervilliers situati nella zona non ædificandi ai piedi delle fortificazioni sono stati annessi a Parigi, a seguito del decreto del 27 luglio 1930. In seguito, su quest'area venne costruita la circonvallazione di Parigi, chiamata Boulevard périphérique

## Amministrazione
Il quartiere della Chapelle è il settantaduesimo quartiere amministrativo di Parigi e si trova all'interno del XVIII arrondissement.
Dal 2002, il territorio è diviso in due consigli di quartiere: il Consiglio di quartiere Chapelle-Marx-Dormoy, che interessa gli abitanti e le attività dell'area a sud di Rue Boucry, e il Consiglio di quartiere Charles-Hermite-Evangile, che interessa quelli dell'area a nord della stessa via.

### Amministrazioni comunali precedenti all'annessione
Lista di sindaci
| Periodo   | Sindaco                          | Professione                        | Note   |
| 1790-1791 | Louis Porte-Fin                  | Commerciante di carni              |        |
| 1794-?    | Pierre-Charles Desmaretz         |                                    |        |
| 1803-1807 | N. Trouillet                     |                                    |        |
| 1807-1814 | Jean-Louis Bourcy                |                                    |        |
| 1815-1830 | Baron de Drouard de la Croisette |                                    |        |
| 1830-1837 | N. Cottin                        |                                    |        |
| 1837-1845 | Antoine Pauwels                  |                                    |        |
| 1845-1848 | N. Fournier                      |                                    |        |
| 1845-1849 | N. Toutain                       | Distillatore                       | [ 34 ] |
| 1848      | N. Bouttevillain                 |                                    | [ 35 ] |
| 1848-1949 | N. Lavalley                      | Comandante della Guardia nazionale | [ 36 ] |
| 1849-1853 | Noël Fleury                      |                                    |        |
| 1854-1856 | N. de Jarnac                     |                                    |        |
| 1857-1859 | Antoine Joseph Hérbert           |                                    |        |

## Infrastrutture e trasporti
- Linea 2: stazione della Chapelle
- Linea 12: stazioni di Marx Dormoy e Porte de la Chapelle

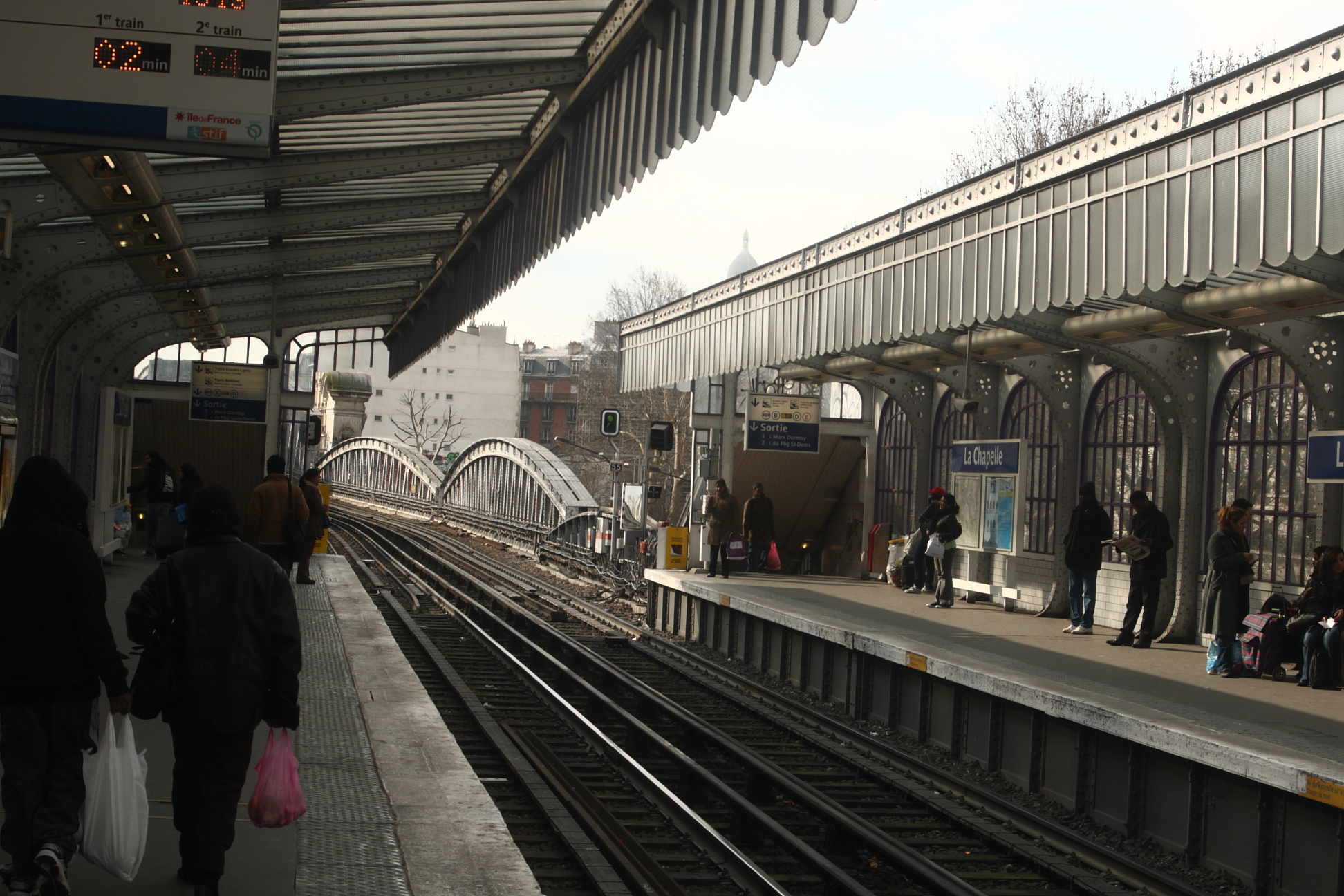
Fermata della Chapelle (M2)

Nel quartiere sono presenti una stazione della linea 2, La Chapelle, e due della linea 12 della metropolitana di Parigi, Marx Dormoy e Porte de la Chapelle. Tutte queste si trovano lungo i confini del quartiere amministrativo.
La stazione della metropolitana della Chapelle è collegata, tramite sottopasso, alla stazione di Parigi Nord, servita da altre linee della metropolitana, dalle linee RER B e C e dai treni nazionali.
Come nel resto di Parigi, i trasporti pubblici sia metropolitani che di superficie sono gestiti dalla RATP.